# Transworld Surf
Transworld Surf est un jeu vidéo de sport (surf) développé par Angel Studios et édité par Infogrames, sorti en 2002 sur Xbox, PlayStation 2. Il est également sorti sur GameCube sous le titre Transworld Surf: Next Wave.

## Accueil
- IGN : 7,8/10[1]
- Jeuxvideo.com : 15/20 (Xbox)[2] - 15/20 (PS2)[3]